# Байгузіно (Ішимбайський район)
Байгу́зіно (рос. Байгузино, башк. Байғужа) — присілок у складі Ішимбайського району Башкортостану, Росія. Входить до складу Байгузінської сільської ради.
Населення — 504 особи (2010; 447 в 2002).
Національний склад:
- башкири — 96%

## Видатні уродженці
- Бердін Галей Іркабаєвич — Герой Радянського Союзу.
- Курбангалєєва-Сафіулліна Суфія Шарафуллівна — башкирська артистка.